# Široka Planina
Široka Planina (en serbe cyrillique : Широка Планина) est un village de Serbie situé dans la municipalité de Trgovište, district de Pčinja. Au recensement de 2011, il comptait 68 habitants.
Un autre village du même nom est situé à proximité.

## Démographie
| 1948 | 1953 | 1961 | 1971 | 1981 | 1991 | 2002 | 2011 |
| ---- | ---- | ---- | ---- | ---- | ---- | ---- | ---- |
| 540  | 505  | 499  | 385  | 253  | 165  | 119  | 68   |

|  |